# Садовый бледноногий муравей
Садовый бледноногий муравей, или светло-бурый лазий (лат. Lasius alienus) — это вид из рода Lasius из подсемейства Formicinae (семейства Formicidae), включающий мелких по размеру и как правило земляных муравьёв. 

## Распространение и экология
Lasius alienus — один из самых распространенных видов муравьев в Западной Палеарктике. Область его распространения может варьироваться от естественных открытых местообитаний, редколесий и лесных опушек до урбанизированных территорий, таких как лесистые жилые районы и сады.

## Описание
Рабочие имеют длину около 2—4 мм, самки крупнее (7—9 мм). От близкого вида Lasius niger отличается отсутствием отстоящих волосков на скапусе усика и голенях ног.
Гнёзда чаще всего встречаются в почве, под камнями или другими субстанциями, плотность гнезд может достигать 10–50 гнезд/100 м2 на некоторых территориях. Число рабочих в колонии может быть более 10 000 особей. В активные периоды в жаркие и тёплые месяцы рабочие устраивают кормовые тропы на земле, на деревьях и даже в жилищах человека за кормом. Lasius alienus собирает нектар растений, медвяную росу, выделяемую тлей, и поедает как мёртвых, так и мелких живых членистоногих.
Лабораторные исследования показали, что L. alienus оказывает хищническое действие на яйца иксодовых клещей Hyalomma marginatum, H. excavatum и Rhipicephalus bursa (Ixodidae). В зависимости от вида клещей и опытов процент яиц, переносимых муравьями, колебался от 12,8 до 52,1% в парафинизированных (покрытых слоем воска толщиной менее 2 мкм) и от 59,8 до 78,4% в депарафинизированных яйцах. Также установлена единственная определенная связь L. alienus с хищничеством на куриных клещах (Dermanyssus gallinae).

## Распространение
Встречаются в Европе, от Испании до Кавказа. Популяции в Северной Америке с 2018 года рассматриваются в качестве отдельного вида, Lasius americanus.

## Генетика
Геном вида Lasius alienus: 0,31 пг (C value).